# Zincirlikuyu Mezarlığı
Zincirlikuyu Mezarlığı (dosl. Hřbitov Zincirlikuyu) je moderní pohřebiště nacházející se v evropské části tureckého Istanbulu. Spadá pod správu města a je zde pochována řada prominentů tureckého veřejného života. Hřbitov leží v istanbulské čtvrti Şişli. Byl založen v roce 1935 a současné rozlohy 0,381 km2 dosáhl v 50. letech 20. století.
Mešitu na hřbitově dal postavit İbrahim Bodur a k jejímu otevření došlo 2. dubna 2004. Je projektována speciálně pro pohřební obřady a má kapacitu 500 osob.
Nad vstupem do hřbitova je umístěna turecká citace z Koránu: "Her Canlı ölüm tadacaktır."

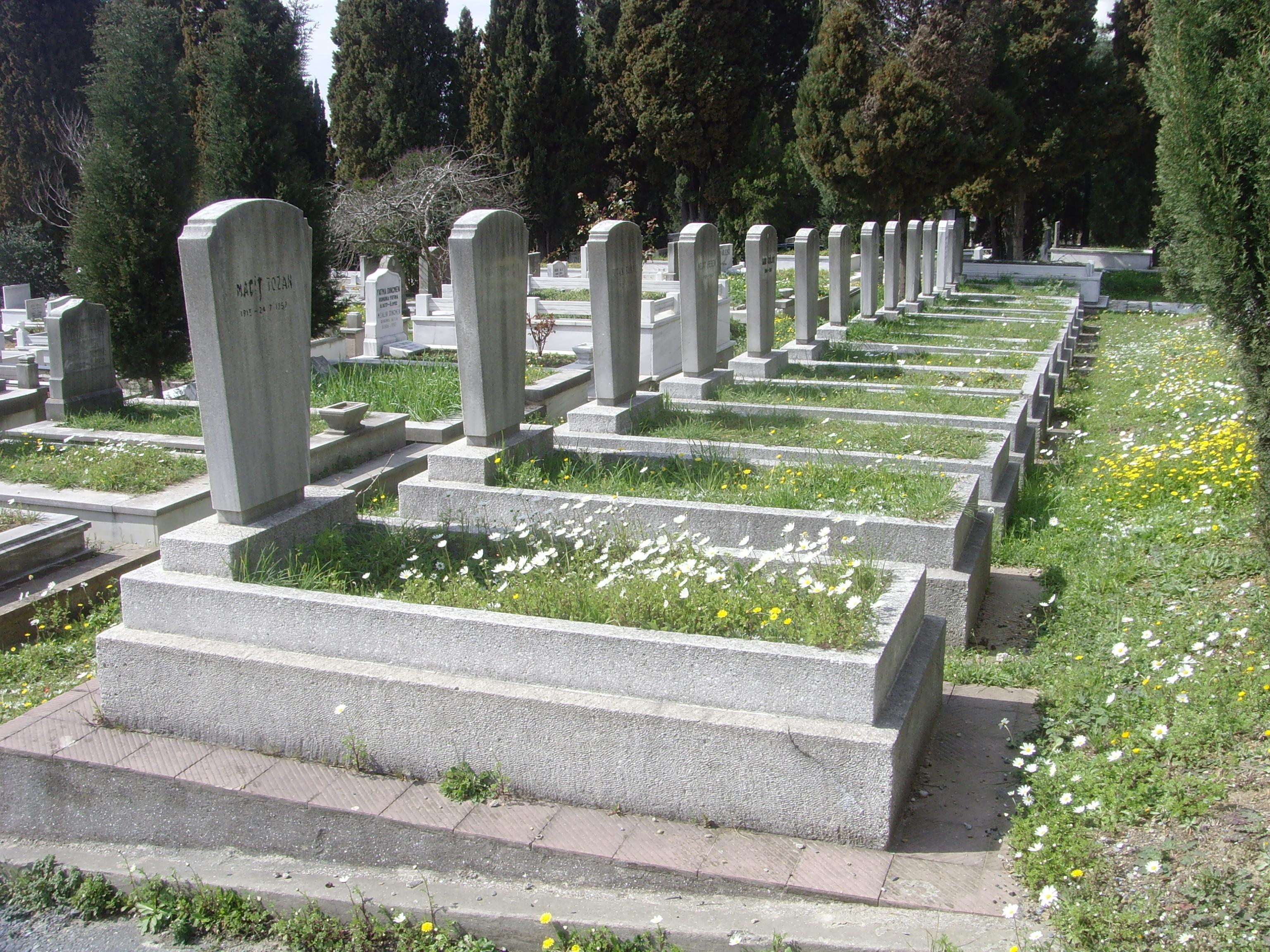
Hroby

## Hroby známých osobností
- Sait Faik Abasıyanık (1906-1954), autor
- Yıldırım Aktuna (1930-2007), politik
- Sadri Alışık (1925-1995), herec
- Cahit Aral (1927-2011), politik
- Oğuz Aral (1936-2004), kreslíř
- Duygu Asena (1946-2006), novinář
- Turhan Baytop (1920-2002), botanik
- Ekrem Bora (1934-2012), herec
- Behice Boran (1910-1987), politik
- Orhan Boran (1928-2012), komik
- Rıza Tevfik Bölükbaşı (1869-1949), filozof a politik
- Ibsan Sabri Çaglayangíla (1908-1993), politik
- Faruk Nafiz Camlibel (1898-1973), politik
- Belgin Doruk (1936-1995), herečka
- Nejat Eczacıbaşı (1913-1993), podnikatel
- Şakir Eczacıbaşı (1929-2010), podnikatel
- Çetin Emeç (1935-1990), novinář
- Nihat Erim (1912-1980), politik
- Muhsin Ertuğrul (1892-1979), herec
- Müslüm Gürses (1953-2013), herec
- Defne Joy Foster (1975-2011), herečka
- Aysel Gürel (1929-2008), herečka
- Rıfat Ilgaz (1911-1993), básník
- Ayhan Işık (1929-1979), herec
- Erdal İnönü (1926-2007), politik
- Abdi İpekçi (1929-1979), novinář
- İsmail Cem İpekçi (1940-2007), politik
- Remzi Aydın Jöntürk (1936-1987), režisér
- Feridun Karakaya (1928-2004), herec
- Ömer Kavur (1944-2005), režisér
- Orhan Kemal (1914-1970), autor
- Ali Kılıç (1889-1971), politik[2]
- Lütfi Kırdar (1887-1961), politik
- Behçet Necatigil (1916-1979), básník
- Meral Okay (1959-2012), herečka
- Yaman Okay (1951-1993), herec
- Ali Fethi Okyar (1880-1943), politik
- Gündüz Tekin Onay (1942-2008), fotbalista a trenér Beşiktaş JK
- Zeki Ökten (1941-2009), režisér
- Coşkun Özarı (1931-2011), fotbalista a trenér
- Halit Refiğ (1934-2009), režisér
- Mehmet Sabancı (1963-2004), podnikatel
- Hasan Saka (1885-1960), politik
- Şükrü Saracoğlu (1887-1953) politik
- Ömer Seyfettin (1884-1920), autor
- Sevgi Soysal (1936-1976), spisovatelka
- Kemal Sunal (1944-2000), herec
- Naim Talu (1919-1998), politik
- Ercüment Ekrem Talû (1886–1956), novinář, spisovatel a humorista
- Abdülhak Hâmid Tarhan (1852-1937), básník
- Ahmet Kutsi Tecer (1901-1957), politik
- Selçuk Uluergüven (1941-2014), herec
- Nejat Uygur (1927-2013), herec
- Hakkı Yeten (1910-1989), fotbalista a trenér Beşiktaş JK
- Meriç Soylu (1973-2012), directeur artistique
- Özlem İmece (1969-2013), banquier, femme d'affaires